# Panzerzug II.
Der Panzerzug II. war ein Panzerzug der österreich-ungarischen Armee zur Zeit des Ersten Weltkrieges.

## Geschichte
Im Jahr 1914 wurde ein behelfsmäßig gepanzerter Zug in Syrmien eingesetzt. Dieser wurde von der österreich-ungarischen Armee genutzt und zwischen den Flüssen Save und Donau eingesetzt. Serbische Versuche die Flüsse zu überqueren wurden von den dortigen Truppen mithilfe des Panzerzuges unterbunden. Nachdem sich die Front nach und nach beruhigt und stabilisiert hatte, wurde der Panzerzug nach Novi Sad gebracht und vorerst stillgelegt. Im Jahr 1915 wurde der Panzerzug reaktiviert und erhielt nun die Bezeichnung Panzerzug II.

## Technische Daten

### Lokomotive

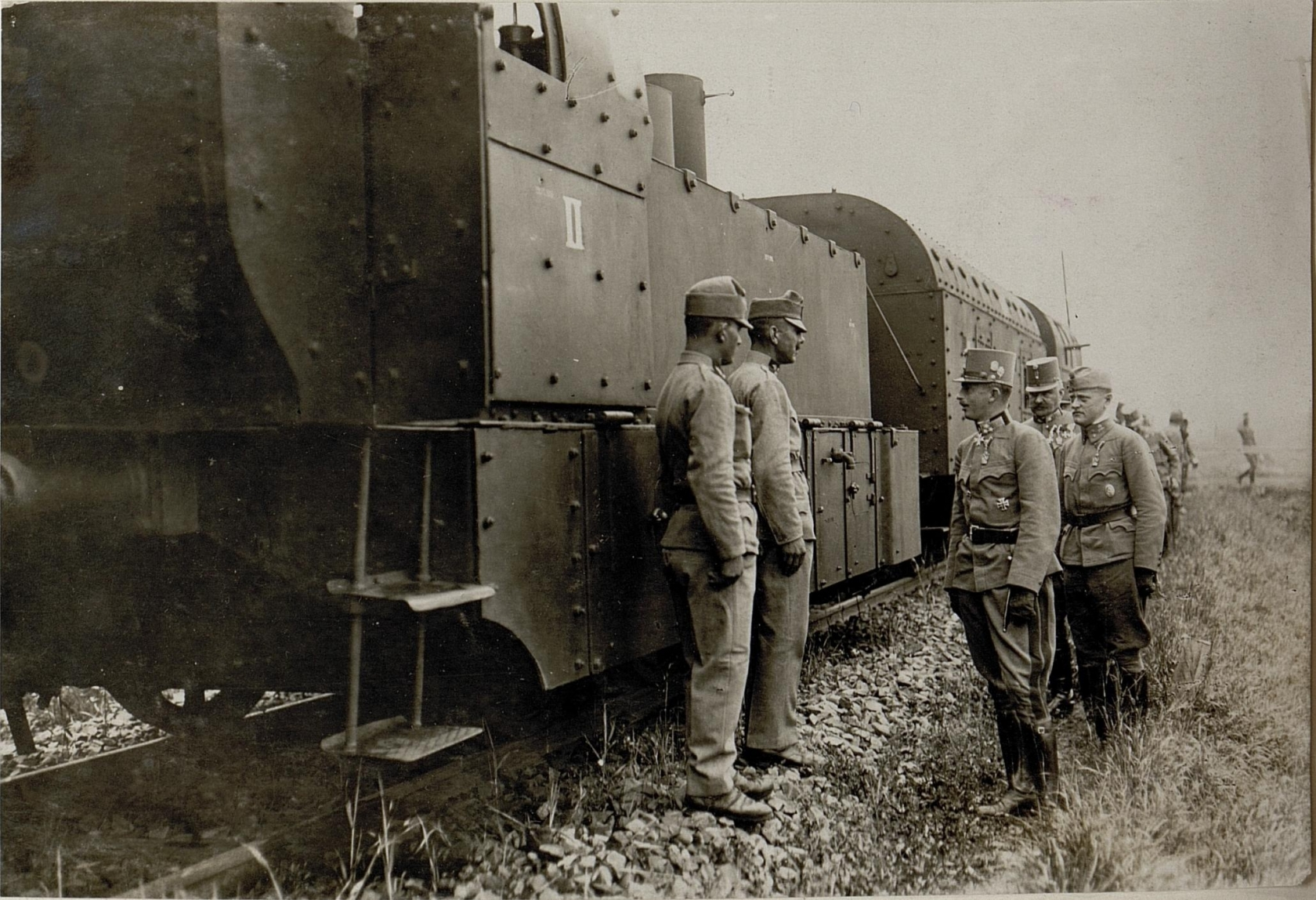
Die Dampflokomotive des Panzerzug II. mit dem Erzherzog Carl Franz Joseph im Jahr 1916

Die Dampflokomotive des Panzerzug II. war eine MÁV XII oder auch MÁV-Baureihe 377. Diese wurde 1891 bei der Lokomotivfabrik der StEG mit der Werksnummer 2237/91 hergestellt. Erstmals eingesetzt bei den ungarischen Staatsbahn erhielt die Dampflokomotive ab 1891 dort die Betriebsnummer 5296 der Baureihe XII und ab 1911 wurde sie in 377,116 abgeändert. Mit dem Ende des Ersten Weltkrieges wurde die Dampflokomotive an die tschechoslowakischen Staatsbahnen übergeben wo sie unter der Nummer 310.412 weiter genutzt wurde.

### Artilleriewagen

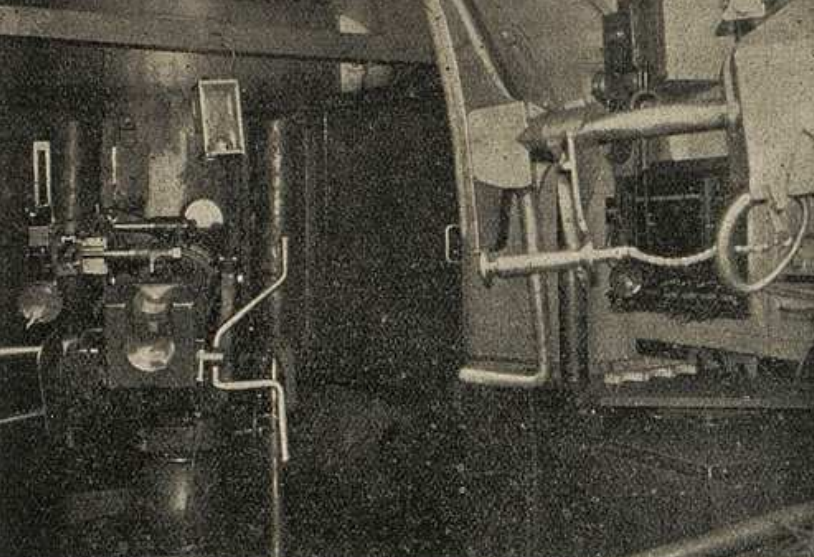
Innenansicht des Artilleriewagens mit Blick auf die 4,7-cm-Skoda

Der Artilleriewagen des Panzerzuges II. wurde hinter den Abstoßwagen angekoppelt. Er war mit zwei 4,7-cm-Schnellfeuergeschützen ausgestattet. Eines der Geschütze befand sich an der Stirnseite des Wagens in einem kleinen, eingebetteten Geschützturm. Dieses Geschütz war eine 4,7-cm-L/30 Schnellfeuerkanone von Škoda. Das zweite Geschütz war eine 4,7-cm-Hotchkiss Kanone. Dieses konnte entweder auf der rechten oder linken Seiten des Wagens in speziellen Schießscharten genutzt werden. Zusätzliche Ausrüstung im Wagen waren Handgranaten, Nahrungsmittel oder ein Sprechtelefon.

### Maschinengewehrwagen

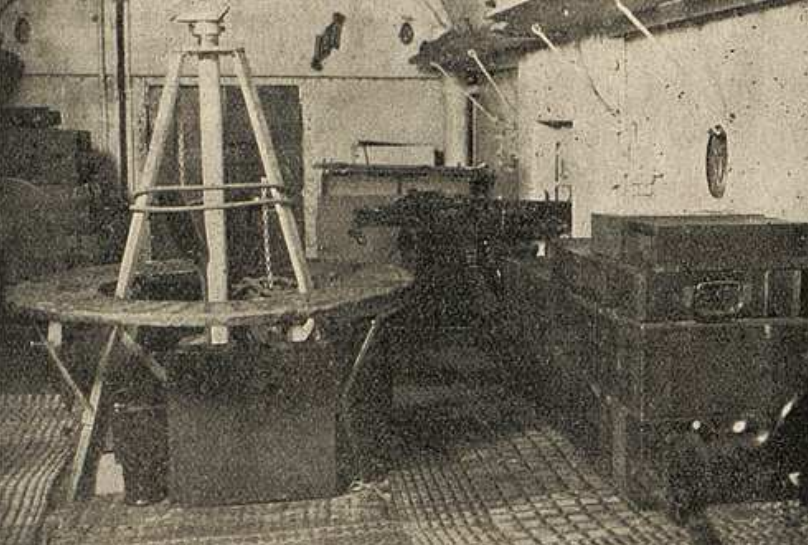
Innenansicht eines Maschinengewehrwagens, gut erkennbar das Dreifußgestell zur Fliegerabwehr

Der Panzerzug II. verfügte über zwei Maschinengewehrwagen. Diese waren unterschiedlich ausgerüstet, sahen vom äußeren jedoch identisch aus. Der erste Maschinengewehrwagen wurde nach dem Artilleriewagen angekoppelt und verfügte über vier 8-mm-Maschinengewehre 07/12. Diese waren in Schießscharten angebracht, je zwei auf jeder Seite. Um sich gegen Flugzeuge wehren zu können, verfügte der Wagen über ein Dreibeingestell in der Mitte des Wagens. Der zweite Maschinengewehrwagen war hinter der Dampflokomotive als letzter Wagen des Panzerzuges angekoppelt. Dieser besaß nur zwei 8-mm-Maschinengewehre 07/12, je eins auf jeder Seite. Diese konnten jedoch variabel eingesetzt werden, je nachdem auf welcher Seite mehr Feuerkraft benötigt wurde. Zusätzlich war es möglich, eines an der Rückseite anzubringen um den rückwärtigen Raum abzudecken. Auch hier gab es zur Flugabwehr ein Dreibeingestell in der Mitte des Wagens.

### Abstoßwagen
Der Abstoßwagen oder Materialwagen wurde vor dem Panzerzug gekoppelt. Er sollte als erstes Fahrzeug auf Minen auffahren oder gelockerte Gleisstücke entdecken und so den wichtigen Teil des Panzerzuges schützen. Zusätzlich wurden auf dem Wagen Gleisstücke, Bahnschwellen, Wagenheber, Sägen und weiteres Material transportiert, welches Einsatzbereit verzurrt wurde.

## Einsatz

### 1915

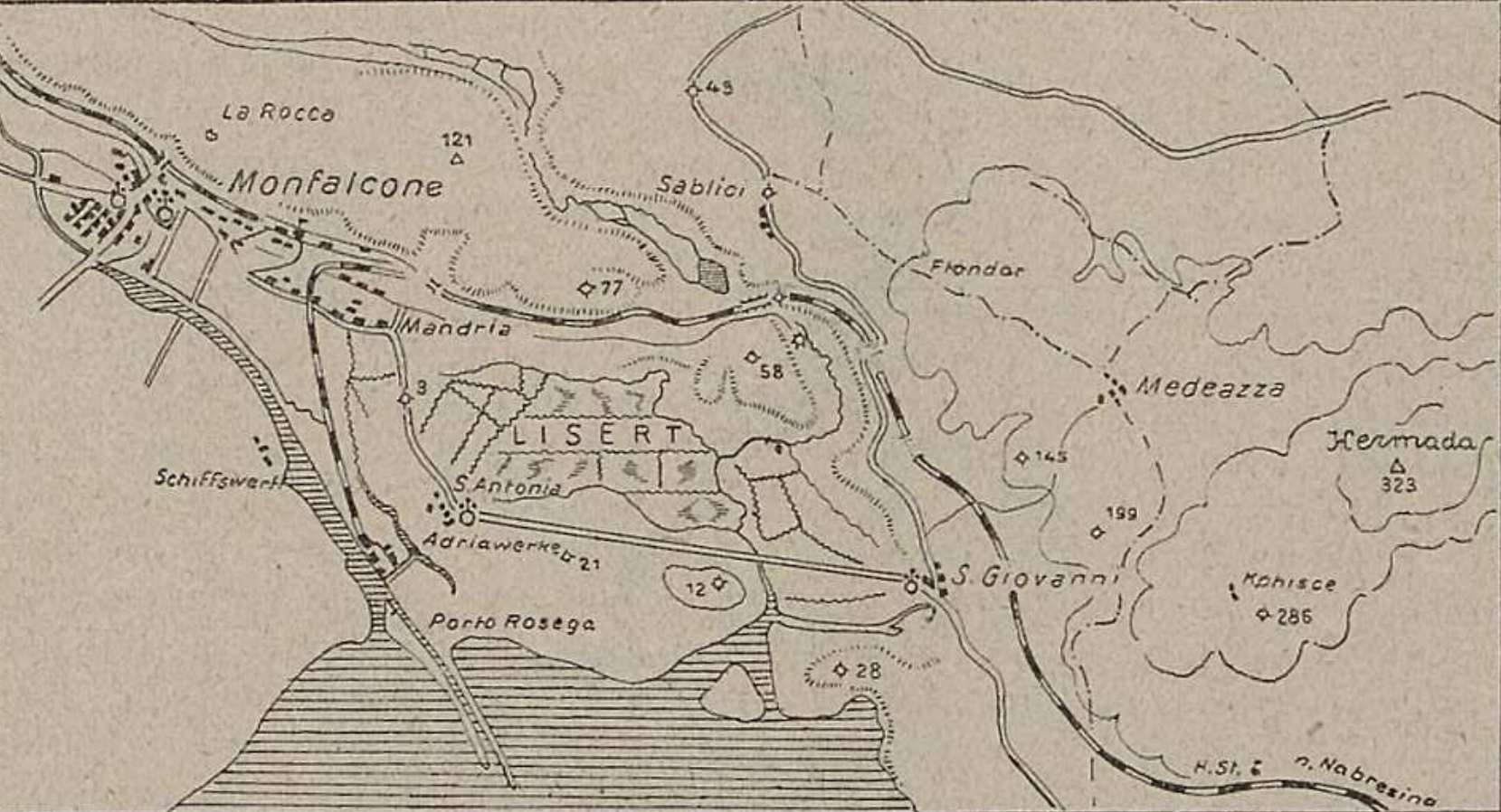
Skizze zum Gelände um Monfalcone (1915)

Im Jahr 1915 befanden sich die Truppen der 1. Gebirgsbrigade, welcher vorher in Syrmien kämpften, in Novi Sad zur Reorganisation. Dabei fanden sie den rostenden und mit keinerlei Material oder Bewaffnung ausgestatteten Panzerzug in einer Werkshalle. Nach einer notdürftigen Instandsetzung und Aufrüstung stellte die 1. Gebirgsbrigade den Zugkommandanten und die Besatzung des neuen Panzerzuges, welcher nun die Nummer II. erhielt. Direkt nach der Instandsetzung wurde der Panzerzug an die Isonzofront verlegt. Am 11. Juni 1915 fand das erste große Gefecht des Panzerzug II. zusammen mit dem Panzerzug V im Isonzotal statt. Da man aber merkte, dass der Panzerzug den Ansprüchen nicht gerecht wurde, wurde er im August am Bahnhof Nabrežina auf Initiative des Kommandanten vollständig umgebaut.
Am 13. August 1915 erteilte die 57. Infanterietruppendivision den Befehl Nummer 622/17. In diesem hieß es, dass es im Raume Trig. 121 und Kote 77 zu Infanterieangriffen kam und der Panzerzug unverzüglich bis zum Viadukt bei Kote 58 vorzufahren habe. Von dort aus sollte dieser dann ins Gefecht eingreifen. Kurz nach Erhalt des Befehls setzte sich der Panzerzug mit gelöschten Lichtern und abgesperrtem Dampf in Bewegung. Ungesehen gelang es der Besatzung bis zum befohlenen Bereitstellungsraum vorzudringen. Das Infanteriegefecht war jedoch schon vorüber. Dennoch erteilte der Kommandant den Befehl bis zum Bahnhof von Monfalcone vorzustoßen, da die Gleisanlagen dort außer Reichweite der eigenen Artillerie lagen. Unterwegs musste die Besatzung eine Hindernisanlage bei Kote 77 räumen und ein Loch im Bahndamm provisorisch schließen. Dann stieß der Panzerzug vor und durchbrach die Vorpostenlinie in schneller Fahrt und gelangte bis zum Bahnhof von Monfalcone. Vor Ort lagerten italienische Truppen, die vom Eintreffen des Panzerzuges völlig überrascht wurden. Sofort eröffnete die Besatzung das Feuer und fügte den italienischen Truppen schwere Verluste zu.
Wenige Minuten später trat der Panzerzug den Rückzug an und versuchte durch die nun alarmierten Truppen wieder hinter die eigenen Linien zu gelangen. Da der Panzerzug jedoch eine Steigung bewältigen musste, verriet sich dieser durch Funkenflug aus dem Rauchfang der Dampflokomotive und zog somit das feindliche Artilleriefeuer auf sich. Auch Scheinwerfer wurden auf den Panzerzug gerichtet und die Infanterie eröffnete das Feuer. Einen Scheinwerfer konnte die Besatzung durch einen Schuss aus der seitlichen 4,7-cm-Kanone im obersten Stock eines Werftgebäudes ausschalten. Weitere Infanterie, welche auf den Panzerzug zustürmte, wurde durch Maschinengewehrfeuer zurückgeworfen. Dadurch konnte ein kleiner Tunnel hinter dem Viadukt bei Kote 58 ohne Verluste oder größere Schäden erreicht werden. Nach dem Tunnel gab es die nächste Steigung und feindliches Artilleriefeuer setzte erneut ein. Wenige Meter neben dem Zug schlugen Granaten ein und Schrapnelle flogen durch die Luft. Zwar trafen sie die Panzerung des Zuges, richteten jedoch keinerlei Schäden an.
Gegen fünf Uhr morgens erreichte der Panzerzug II. den Bahnhof von Nabrežina, als zeitgleich feindliche Flugzeuge angriffen. In einem Kriegsbericht vom 14. August 1915 hieß es:

„Nachts fuhr einer unserer Panzerzüge bis zur Einfahrt in den Bahnhof Monfalcone vor und beschoss feindliche Infanterie auf den Hängen von La Rocca und Trains bei den Adriawerken.“

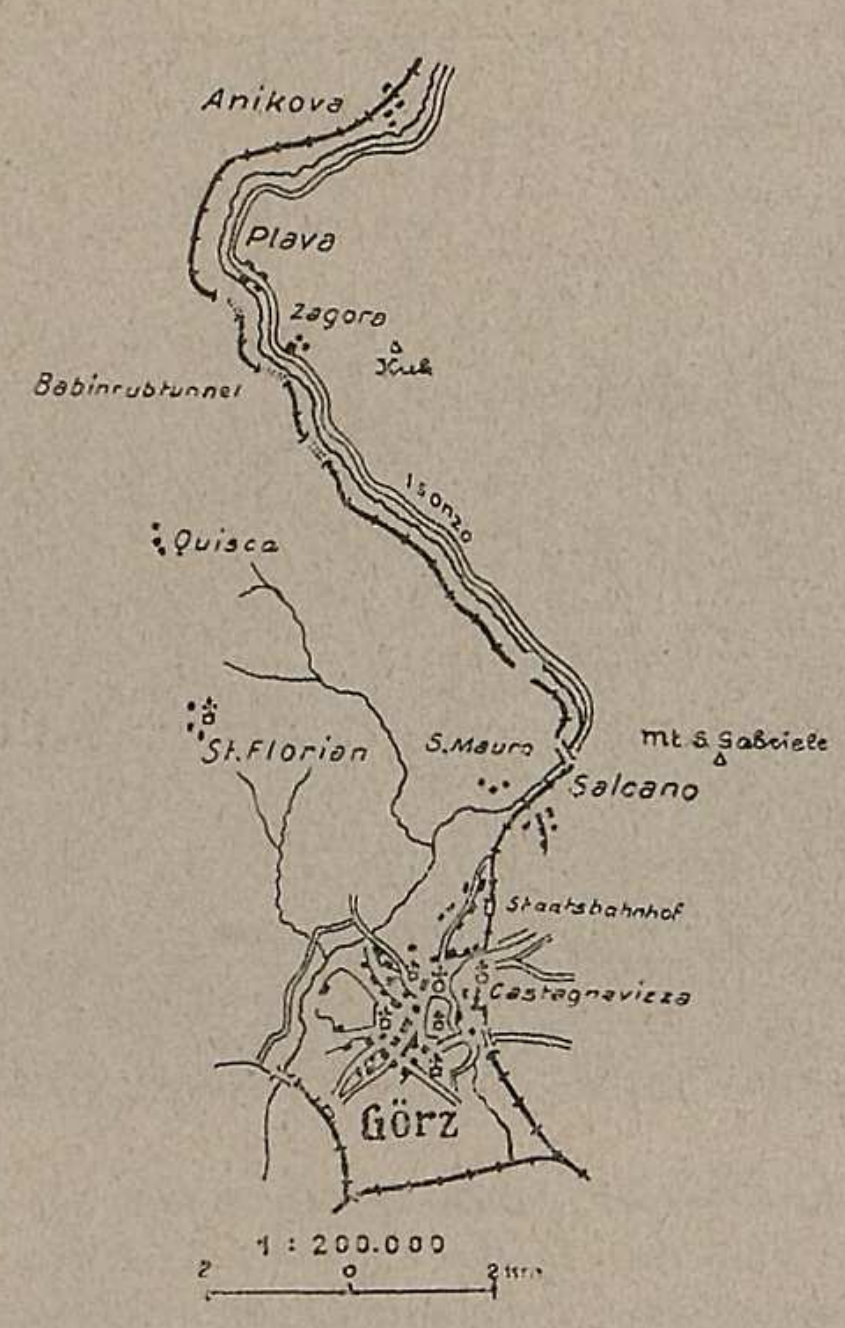
Skizze zum Gelände um Görz (1915)

Nach diesem Gefecht wurde der Panzerzug ins östlicher gelegene Görz verlegt und unter das Kommando des 16. Korps gestellt. Beim Tunnel von Castagnavizza, unmittelbar vor dem Bahnhof von Görz, musste die Gleisanlage nach heftigen Artilleriefeuer erneuert werden. Die Arbeiten mussten in der Nacht durchgeführt werden, da tagsüber feindliches Artilleriefeuer drohte. Um die Arbeiten zu verschleiern, blieben die Schienenstücke verstreut und die neu gelegten Gleise abgedeckt. Nach den Reparaturen erhielt der Kommandant des Panzerzuges die Meldung, dass ein italienischer Truppentransport zwischen Görz und Cormòns Rast machte. Zeitgleich erging der Befehl an den Panzerzug, diese Truppentransport zu sichten, bekämpfen und wenn möglich zum Ausweichen zu zwingen. Noch in derselben Nacht setzte sich der Panzerzug in Bewegung und fuhr im Schutz der Dunkelheit in Richtung Cormòns. Für eine Bessere Sicht befand sich der Kommandant im ersten Wagen, dem Artilleriewagen, und ließ den Panzerzug langsam vorrücken. Nach kurzer Zeit bemerkte die Besatzung die Lichter des Bahnhofs und mehrere Zelte der italienischen Truppen. Der Zug beschleunigte kurz und leitete dann eine Vollbremsung ein. Die Maschinengewehre und Geschütze eröffneten umgehend das Feuer auf die überraschten italienischen Truppen und fügten ihnen schwere Verluste zu. Andere Soldaten öffneten die Türen und warfen Handgranaten in die Zelte und den Bahnhof. Unter dem weiter anhaltenden schwerem Feuer wich der Panzerzug wieder nach Görz aus und erreichte die Ortschaft unbehelligt.
Einige Tage später wurde, nach Rücksprache mit dem Generalstabschef des 16. Korps Oberst Graf, der Abschnitt vor der 18. Infanterietruppendivision ausgekundschaftet. Dabei stellte man fest, dass die linke Flanke der 1. Gebirgsbrigade unter schwerem Maschinengewehr- und Infanteriefeuer aus dem Babintunnel nahe der Gemeinde Kanal ob Soči litt. Durch die Bauart und Lage des Tunnels war es nicht möglich diesen mit direkten oder indirekten Artilleriefeuer zu treffen. Ein Angriff aus Richtung Görz wurde ebenfalls für unmöglich gehalten, da man zwischen dem Isonzo rechts und steilen Felswänden links eingeengt wurde und das Gebiet vor dem Tunnel durch italienische Truppen gehalten wurde. Zusätzlich wurde der Tunnel in Richtung Görz durch eine starke Barrikade versperrt.
Schließlich entwickelte die Besatzung des Panzerzuges einen Plan und legte diesen dem Kommandeur vor Ort vor. Man wollte den Abstoßwagen mit Minen bestücken und gegen die Barrikade stoßen lassen. Dieser Plan wurde dann doch genehmigt und so begann die Besatzung mit den Vorbereitungen. Am 11. September 1915 verließ der Panzerzug um 22 Uhr sein Versteck bei Görz und setzte sich in Richtung des Tunnels in Bewegung. Kurz hinter der Salcanobrücke taucht ein unerwartetes Hindernis auf, ein defektes Stellwerk einer Weiche. Die Reparatur dauerte einige Zeit und gelang schließlich. Dann fuhr der Panzerzug langsam weiter. Ihm voraus lief ein Sicherungs- und ein Arbeitstrupp zu Fuß. Diese hatten viel zu tun da oftmals Patrouillen den Weg kreuzten und Störungen im Gleisbett ausgebessert werden mussten. Glück für die Angreifer war, dass neben der Dunkelheit auch Nebel die Bewegungen des Zuges verbargen und die Lautstärke des Flusses die Arbeiten und die Dampflokomotive übertönte.
Dennoch ging es nur langsam voran und der angesetzte Zeitpunkt für den Angriff auf den Tunnel wurde verpasst. Schnellstmöglich versuchte man weiter voranzukommen und übersah eine schadhafte Stelle im Gleis was zur Entgleisung des ersten Räderpaares des Abstoßwagens führte. Man machte sich an die Behebung des Schadens und konnte wenige Minuten später weiter vorstoßen. Um 4:30 Uhr war der Panzerzug noch 100 Schritte vom Tunnel entfernt. Die Besatzung des Tunnels reagierte jedoch mit Maschinengewehrfeuer, da ihnen die Bewegungen und Arbeiten kurz vor dem Tunnel durch laute Geräusche nicht entgangen waren. Der Artilleriewagen schoss acht Granaten auf die Barrikade ab und das Maschinengewehrfeuer verstummte kurzzeitig. Die mitgeführte Infanterie nutzte die Gelegenheit und drang in den Tunnel ein. Dabei drängte sie die italienischen Truppen auf der anderen Seite des Tunnels raus. Zeitgleich entzündete man alles was brennbar war und ließ den Tunnel in dichten Qualm zurück. Sofort setzte der Panzerzug zum Rückzug an und geriet in zahlreiche kleine Gefechte entlang der Bahnstrecke.
Durch den hellen Morgen konnte die italienische Artillerie ein schweres Bombardement auf die Gleise durchführen. Zwar erhielt auch der Panzerzug einige Treffer, fuhr jedoch ungebremst weiter in Richtung Görz und erreichte die Aufnahmestellung, welche von bosnischen Truppen gehalten wurde. Nur wenig später erreichte der Panzerzug den Bahnhof von Görz und musste weiter in den Tunnel von Castagnavizza ausweichen, da schweres Artilleriefeuer auf den Bahnhof nieder ging. Bei dieser Operation nahm die Besatzung des Panzerzuges zehn Soldaten der italienischen Infanterieregimenter 43 und 44 gefangen. Weiterhin erbeuteten sie zwei komplette Maschinengewehre samt Ausrüstung und Munition, 22 Gewehre, sieben Stutzen und weiteres Material. Die Besatzung des Panzerzuges hatte durch diesen Angriff lediglich einen Leichtverwundeten.

### 1916

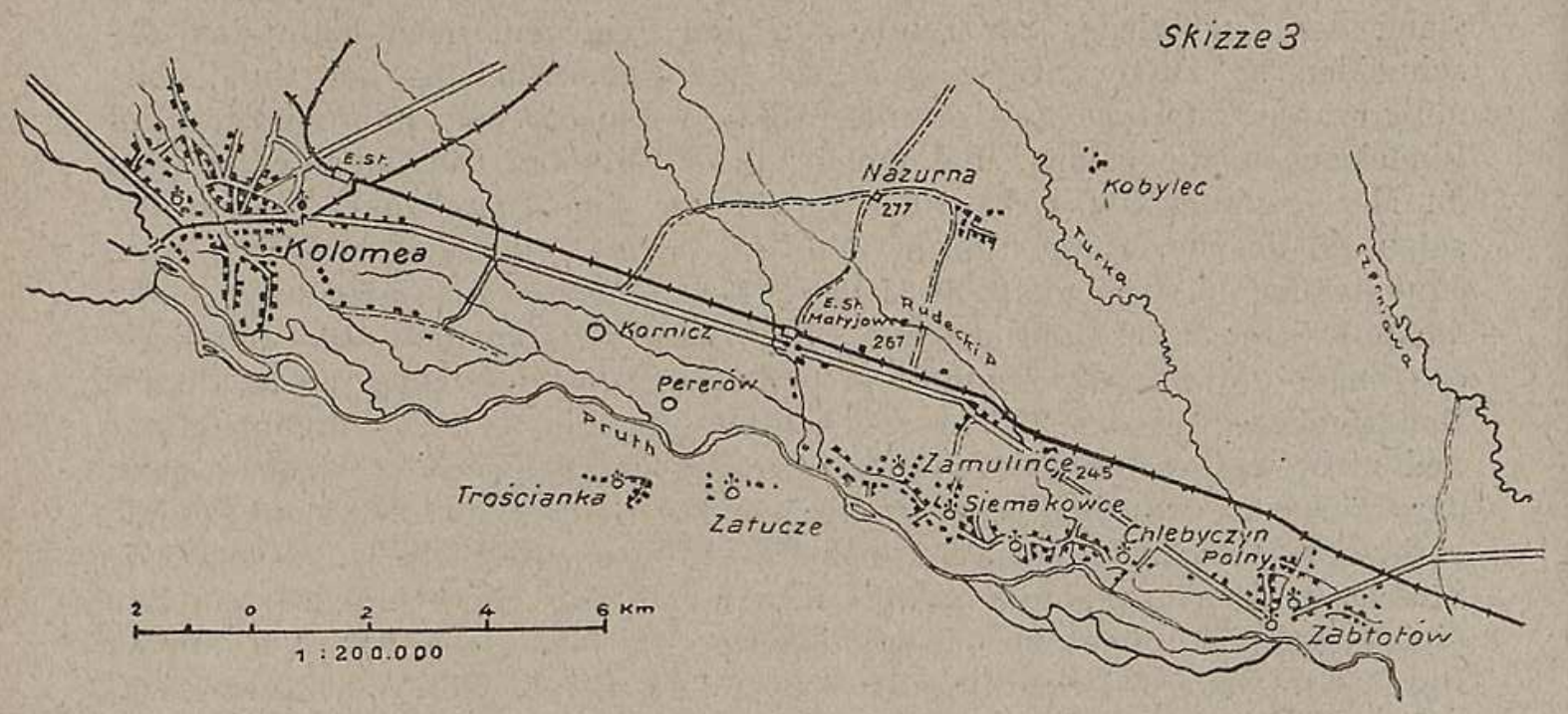
Skizze zum Gelände um Kolomyja (1916)

Mitte Juni 1916 wurde der Panzerzug nach Galizien verlegt und der 30. Infanterietruppendivision unter Generalmajor Jesser unterstellt. Zu dieser Zeit befanden sich die eigenen Truppen auf dem Rückzug über den Pruth zur Ortschaft Kolomyja. In dieser Stadt wurde ein Brückenkopf eingerichtet. Die 30. Infanterietruppendivision hatte zu beiden Seiten der Eisenbahnstrecke von Kolomyja über Matejiwzi nach Sabolotiw Stellungen bezogen und nahm ausweichende Truppen auf. Am 28. Juni 1916 um 4:30 Uhr morgens war der Panzerzug II. in diesem Bereich gefechtsbereit.
In den Vormittagsstunden des 28. Juni 1916 griffen die russischen Truppen mit zahlenmäßig stärkeren Kräften an. Nach langen und schweren Gefechten gelang es den russischen Truppen, bei der 42. Infanterietruppendivision durchzubrechen. Ein angesetzter Gegenangriff wurde abgewehrt. Die zwei Jägerbataillone 1 und 18 hielten jedoch weiterhin die Stellungen beim Bahnhof Sabolotiw. Dann setzte schweres, russisches Artilleriefeuer ein und weitere Angriffe von Infanterie folgten. Zeitgleich stieß der Panzerzug vor und nahm russische Reserven nahe der Ortschaft Sabolotiw unter Beschuss. Dadurch wurde der russische Angriff geschwächt und der Panzerzug zog sich in seine Ausgangsstellung zurück. Um 11:15 Uhr begann der zweite Vorstoß des Panzerzuges. Die beiden Jägerbataillone gerieten immer in Bedrängnis und wurden beinahe eingekesselt. Um erneut zu unterstützen, stieß der Panzerzug mit Volldampf durch die feindlichen Stellungen hinter den eingeschlossenen eigenen Truppen und brach bis zu den Stellungen der Jäger durch. Während des Angriffes feuerte der Panzerzug aus beiden Geschützen und seinen sechs Maschinengewehren. Damit richtete er verheerenden Schaden bei den feindlichen Truppen an, welche teilweise panisch flohen. Die beiden Jägerbataillone nutzten dies, um sich von den russischen Truppen zu lösen und wichen bis zu den eigenen Stellungen aus.
Am Nachmittag griffen die russischen Truppen erneut an, diesmal mit einem kombinierten Vorstoß mit Infanterie und Kavallerie. Um 17:30 Uhr griff der Panzerzug erneut in den Kampf ein. Die Kosaken griffen den Panzerzug zu Pferde mit Säbeln an und wurden von den Maschinengewehren des Panzerzuges vernichtet. Dies war der letzte Angriff der russischen Truppen an diesem Tag und der Panzerzug zog sich in seine Ausgangsstellung zurück. Generalmajor Jesser berichtete dazu:

„Die bei Zablotow eingeschlossenen Feldjägerbaone 1 und 18 und Teile IR. 97 verdanken nach meiner Überzeugung und nach Meldung der Baonskommandanten zum großen Teil dem Eingreifen des Panzerzuges II, dass sie sich überhaupt mit Teilen durchschlagen konnten. ... Das die Verluste nicht noch größer waren, ist hauptsächlich dem Zusammenwirken der gestaffelt aufgestellten Artillerie und dem dreimaligen Eingreifen des Panzerzuges II gegen den Rücken des Gegners zu danken, da hierdurch ein energisches Nachdrängen des Gegners über die eigene Linie aufgehalten und mehrere Attacken feindlicher Kavallerie abgewiesen wurden.“

Im August 1916 trat Rumänien auf Seiten der Alliierten in den Krieg ein. Da sich nur wenige Truppen in Siebenbürgen befanden, erhielten sie den Befehl, die Stellungen so lange wie möglich zu verteidigen. Weiterhin sollten sie nach und nach bis zu den Landbefestigungen an der Mureș ausweichen. Bereits am Tag der Kriegserklärung rückten südlich von Hermannstadt Einheiten auf den Roten-Turm-Pass vor. Der Panzerzug II. unternahm zeitgleich eine Erkundungsfahrt zum Pass, als die rumänischen Truppen den Bahnhof von Olthit besetzten. Als der Zug vom Pass zurückkehrte, nahm er die feindlichen Truppen unter Feuer und brachte diesen erhebliche Verluste bei. Daraufhin wurde der Zug von rumänischer Artillerie beschossen und erhielt einen schweren Treffer. Er musste aufgegeben werden und wurde von der Besatzung gesprengt.

## Zugpersonal
Die Besatzung des Panzerzuges bestand aus 30 Soldaten der IV. Kompanie des Infanterieregiments Nr. 4 der 1. Gebirgsbrigade.
- Zugkommandant Oberleutnant Bernhard Scheichelbauer

## Zugzusammensetzung

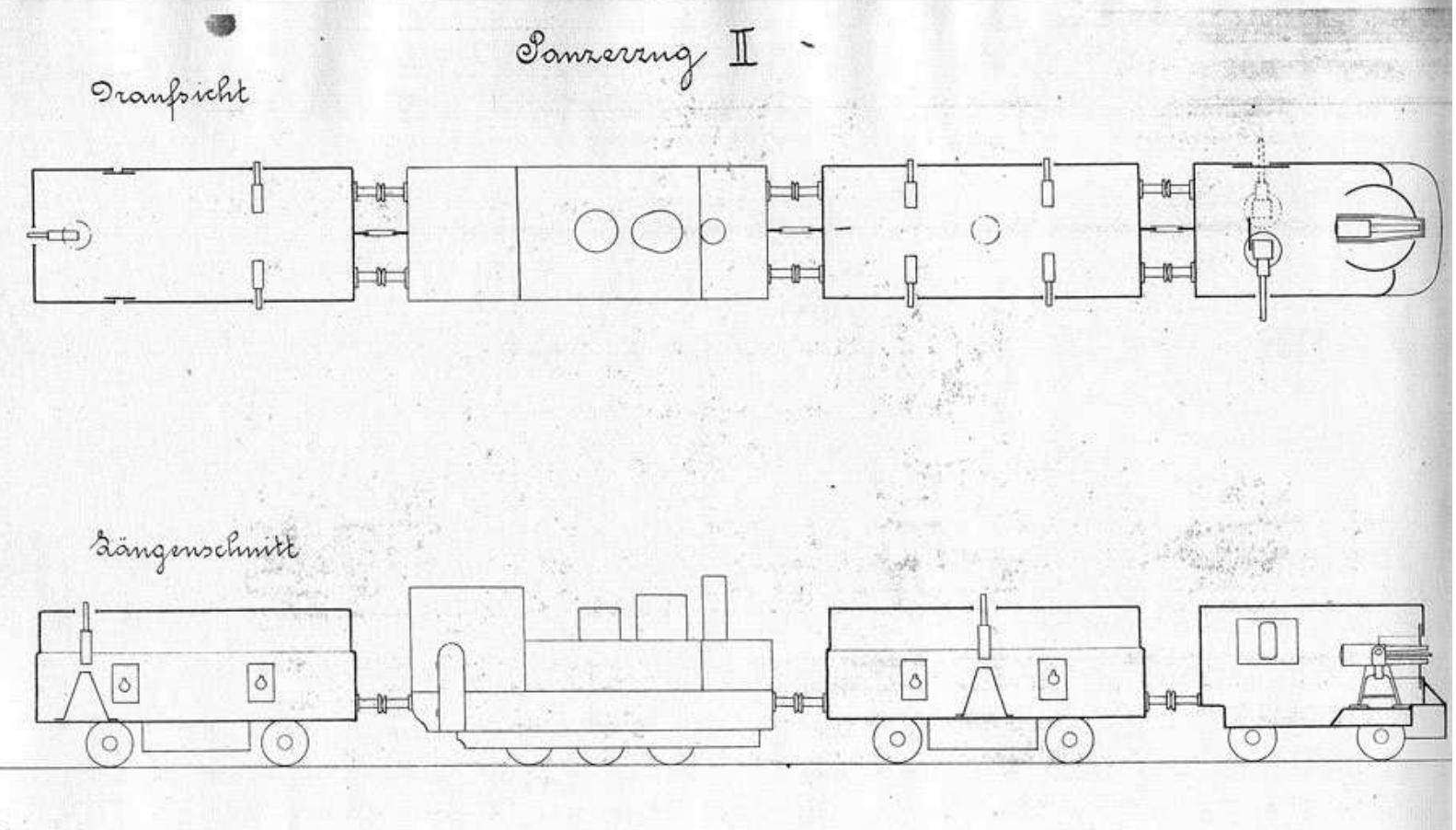
Zeichnung der Zusammenstellung des Panzerzugs II.

Die Zugzusammensetzung wird von vorne nach hinten aufgezählt:
- 1× Abstoßwagen
- 1× Artilleriewagen (Seriennummer: 7-98 499)
- 1× Maschinengewehrwagen (Seriennummer: 140 914)
- 1× Panzerlokomotive 377,116
- 1× Maschinengewehrwagen (Seriennummer: S 150 003)